# Judd

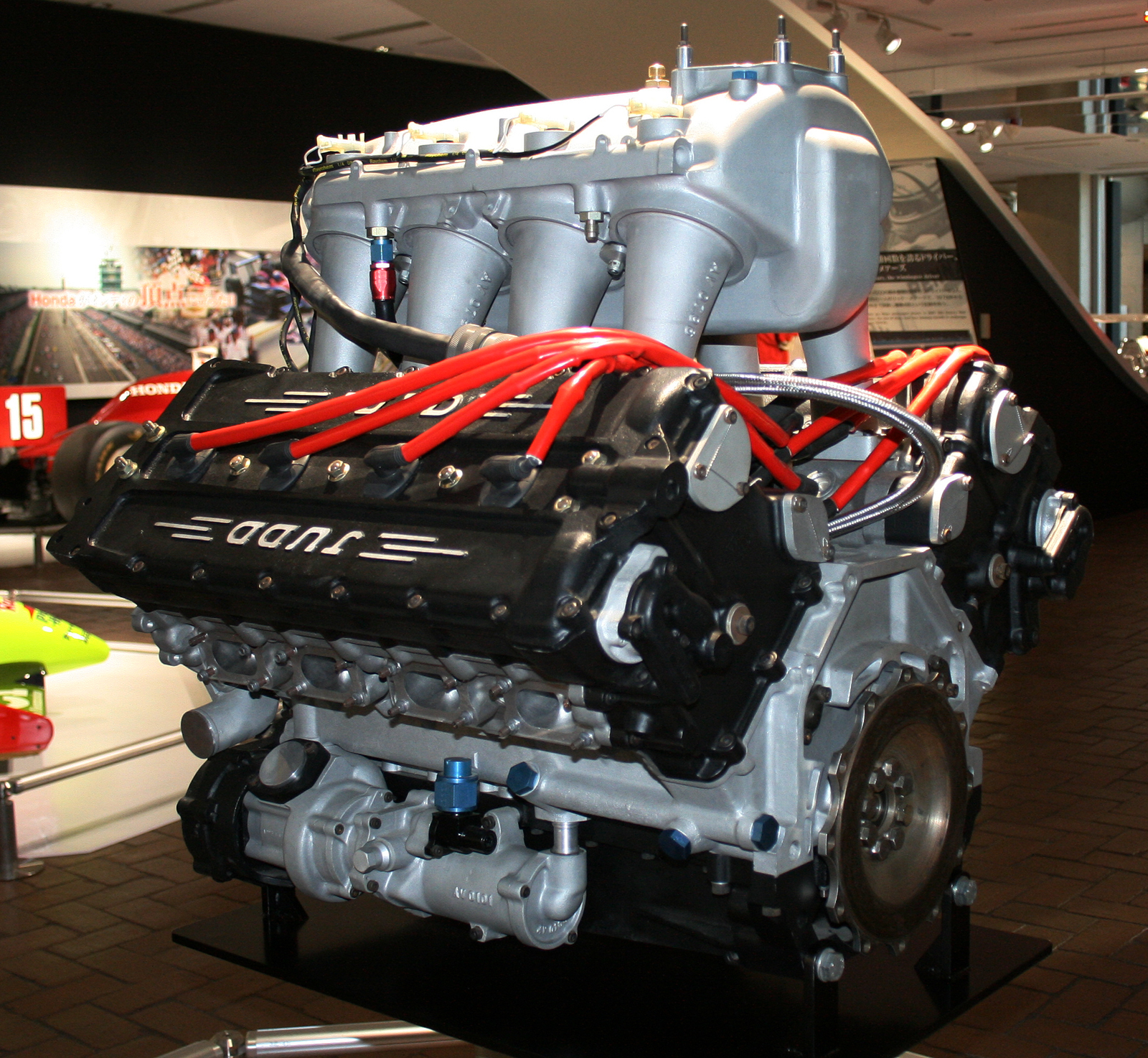
Judd AV motor uit 1989 (Honda Collection Hall)

Judd is een merknaam van motoren die gebouwd worden door Engine Developments Ltd., een firma die in 1971 opgericht werd door John Judd en Jack Brabham in Rugby, Engeland. Ze zouden motoren bouwen voor Brabhams raceproject maar leveren in verschillende takken van de motorsport.
Judd was onder andere actief in de Formule 1, en werkte samen met onder andere Honda, Yamaha en MG.